# 多马坦拉蒙塔涅
多马坦拉蒙塔涅（法語：Dommartin-la-Montagne，法語發音：[dɔmaʁtɛ̃ la mɔ̃taɲ]）是法国默兹省的一个市镇，属于凡尔登区。

## 地理
多马坦拉蒙塔涅（49°1'53"N, 5°36'30"E）面积6.77 平方千米，位于法国大東部大區默兹省，该省份为法国西北部内陆省份，北与比利时接壤，西接马恩省和阿登省，南至上马恩省和孚日省，东临默尔特-摩泽尔省。
与多马坦拉蒙塔涅接壤的市镇（或旧市镇、城区）包括：栋皮埃尔欧布瓦、阿农维尔苏莱科特、埃尔伯维尔、默兹河畔拉克鲁瓦、圣雷米拉卡洛讷、沃莱帕拉梅。

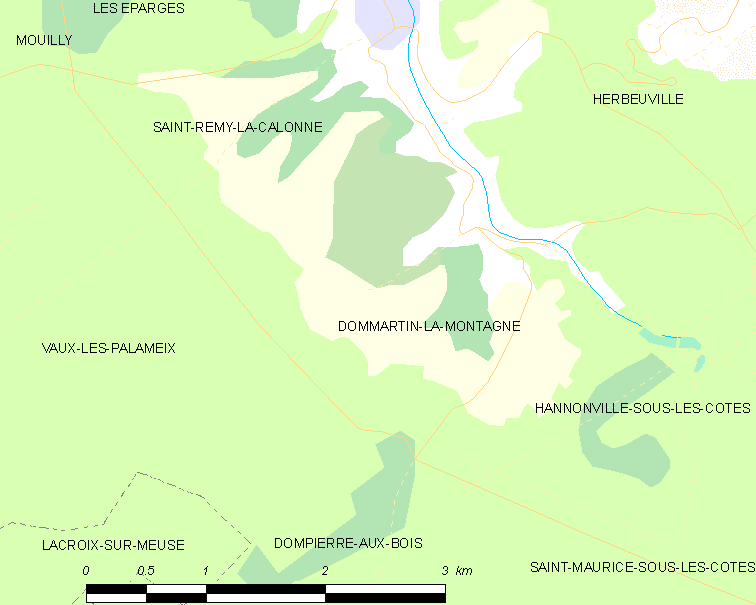
多马坦拉蒙塔涅的OSM定位图

多马坦拉蒙塔涅的时区为UTC+01:00、UTC+02:00（夏令时）。

## 行政
多马坦拉蒙塔涅的邮政编码为55160，INSEE市镇编码为55157。

## 政治
多马坦拉蒙塔涅所属的省级选区为埃坦县。

## 人口

1962-2008年间多马坦拉蒙塔涅人口变化图示

多马坦拉蒙塔涅于2022年1月1日时的人口数量为51人。